# Stenoporpia graciella
Stenoporpia graciella är en fjärilsart som beskrevs av Mcdunnough 1940. Stenoporpia graciella ingår i släktet Stenoporpia och familjen mätare. Inga underarter finns listade i Catalogue of Life.